# Marcus G. Lindner

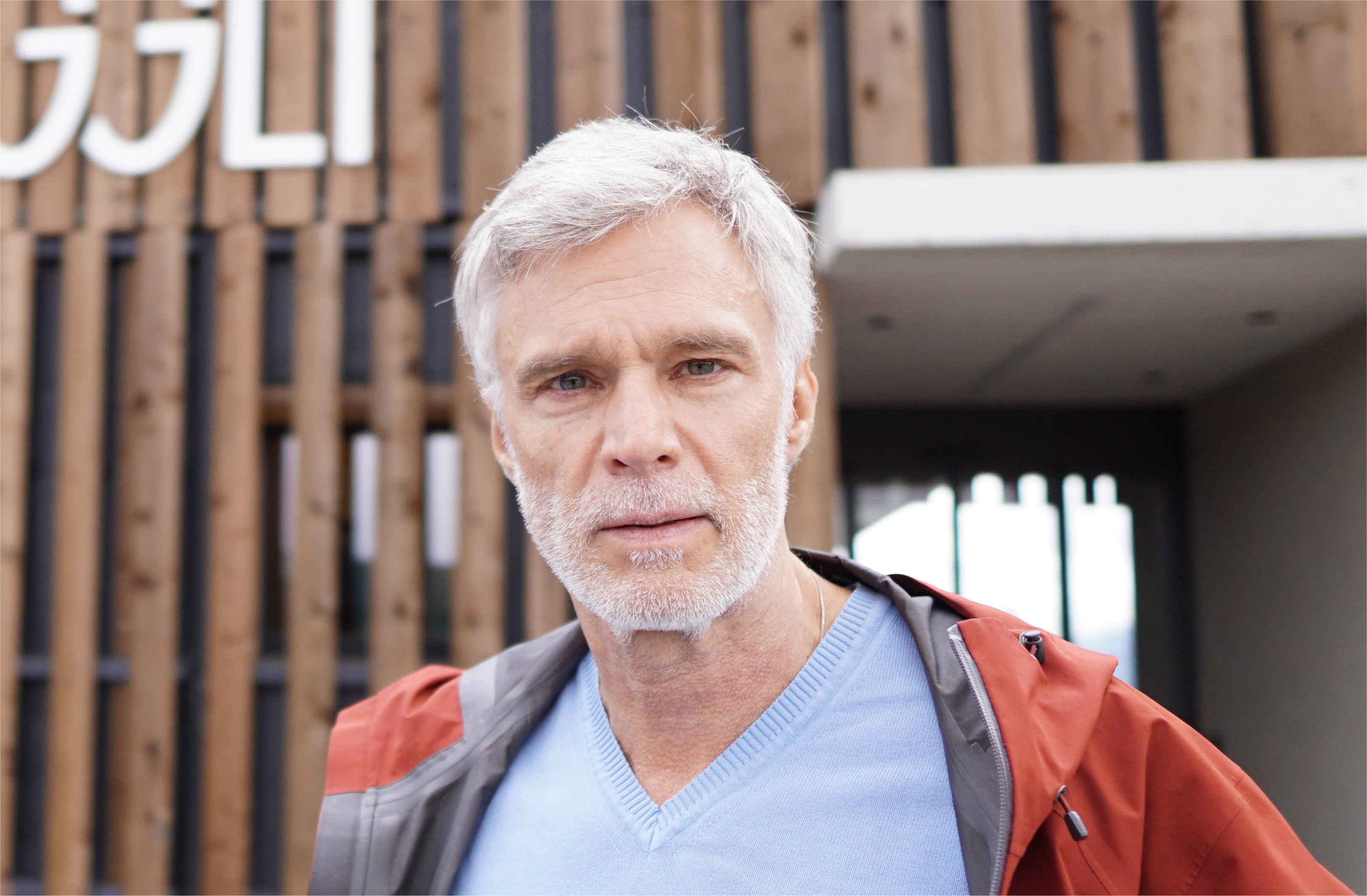
Marcus G. Lindner (2020)

Marcus G. Lindner (* 18. März 1961 in Feldkirch) ist ein österreichischer Koch.

## Werdegang
Lindner absolvierte die Landesberufsschule für das Gastgewerbe in Lochau. Nach anschließender dreijähriger Tätigkeit im Hotel Post in Lech ging er in die Schweiz und arbeitete erst fünf Jahre im Grand Hotel Victoria-Jungfrau in Interlaken und dann drei Jahre im Alpina in Gstaad. Im Mai 2004 wechselte er zum Interalpen-Hotel Tyrol in Tirol.
Von 2006 bis 2012 war Lindner Küchenchef im Mesa in Zürich, wo er im Guide Michelin 2012 mit zwei Sternen ausgezeichnet wurde. Ab Ende 2012 war er Küchenchef im Restaurant Sommet des The Alpina Gstaad in Gstaad.
Im Juni 2021 wurde Lindner Executive Chef der Bergwelt in Grindelwald. Im Herbst 2023 verließ er das Restaurant und machte sich in Zürich mit dem Restaurant AN selbstständig. Im Oktober 2024 war das Restaurant geschlossen und die Webpräsenz nicht erreichbar.

## Privates
Lindner hat einen Sohn. Er besitzt einen Weinhügel.

## Auszeichnungen
- 2010: Aufsteiger des Jahres im Gault Millau – Mesa, Zürich
- 2010: 18 Punkte im Gault Millau – Mesa, Zürich
- 2012: Zwei Michelin Sterne im Guide Michelin – Mesa, Zürich
- 2012: Restaurant des Jahres im Bertelsmann – Guide – Mesa, Zürich
- 2012: Ehrenurkunde für Wirtschaft, Familie und Jugend, Dr. Reinhold Mitterlehner
- 2014: 18 Punkte Gault Millau, 1 Stern Michelin – Sommet, Gstaad